# Union Mons-Hainaut in het seizoen 2024/25
Het seizoen 2024/2025 was het 66e jaar in het bestaan van basketbalclub Union Mons-Hainaut.

## Verloop
De club kwam uit in de BNXT League. Volgende spelers bleven over van vorig seizoen: Zaccharie Mortant, Conley Garrison, Louis Baertsoen, Styrmir Þrastarson en Leander Dedroog. Nieuwkomers waren: Anthony Lambot, Marquise Moore, Abdou Lahat Thioune, James Moors en Brock Cunningham.
Bergen verloor in de achtste finale van de beker van Kangoeroes Mechelen. In de reguliere fase van de BNXT League werden ze negende waardoor ze zich kwalificeren voor de nationale play-offs. Hier werden ze in de kwartfinale uitgeschakeld door Kangoeroes Mechelen.

## Ploeg
Antwerp Giants ·
Brussels Basketball ·
Den Helder Suns ·
Donar ·
Feyenoord ·
Heroes Den Bosch ·
Kangoeroes Basket Mechelen ·
Kortrijk Spurs ·
Landstede Hammers ·
Leuven Bears ·
Limburg United ·
LWD Basket ·
Okapi Aalst ·
Oostende ·
PrismaWorx BAL ·
Spirou Charleroi ·
QSTA United ·
Union Mons-Hainaut ·
ZZ Leiden